# Erwarton
Erwarton är en by (village) i Arwarton i Babergh i Storbritannien. Den ligger i grevskapet Suffolk och riksdelen England, i den sydöstra delen av landet, 110 km nordost om huvudstaden London. Erwarton ligger 26 meter över havet och antalet invånare är 110. Den har en kyrka. Byn nämndes i Domedagsboken (Domesday Book) år 1086, och kallades då Alwartuna/Eurewardestuna.
Terrängen runt Erwarton är platt. Havet är nära Erwarton åt sydost.  Närmaste större samhälle är Ipswich, 11,6 km nordväst om Erwarton. Trakten runt Erwarton består till största delen av jordbruksmark.
Kustklimat råder i trakten. Årsmedeltemperaturen i trakten är 8 °C. Den varmaste månaden är augusti, då medeltemperaturen är 17 °C, och den kallaste är december, med 1 °C.